# Friedrich Decker (Maler)
Friedrich Decker (* 16. Februar 1921 in Döben; † 16. Juli 2010) war ein deutscher Maler, Restaurator und Hochschullehrer.

## Leben und Werk
Decker besuchte bis 1935 die Volksschule in Döben und dann bis 1937 die Öffentliche Höhere Handelslehranstalt in Grimma. 1937 wurde er zum Reichsarbeitsdienst und 1940 zur Wehrmacht eingezogen, und er nahm am Zweiten Weltkrieg teil. 1945 geriet er in sowjetische Gefangenschaft, aus der er 1946 entlassen wurde.
Danach arbeitete er kurze Zeit als Kunsterzieher, erkrankte dann jedoch schwer. 1949 begann er bei Elisabeth Voigt an der Hochschule für Grafik und Buchkunst in Leipzig ein Studium der Malerei. Von 1950 bis 1955 studierte er bei Charles Crodel und Kurt Bunge an der Hochschule für Künstlerische Werkgestaltung Burg Giebichenstein in Halle/Saale. Nach dem Diplom für Malerei und Maltechniken war er kurzzeitig Kunsterzieher an einer Oberschule in Halle (Saale). Von 1956 bis 1969 arbeitete er als Restaurator an der Gemäldegalerie Alte Meister Dresden. In dieser Zeit hatte er seinen Wohnsitz im Schloss Pillnitz. Danach leitete er bis 1977 die Abteilung Gemälderestaurierung der Staatlichen Schlösser und Gärten Potsdam-Sanssouci. Er erlangte als Gemälde-Restaurator internationale Reputation.
Ab 1968 betätigte sich Decker neben seiner beruflichen Tätigkeit zunehmend auch als freier Maler, Grafiker und Zeichner. Während seiner zumeist berufsbedingten Reisen, u. a. nach Italien, fertigte er Skizzen, von denen er viele in seinem Atelier in Bildkompositionen umsetzte. Er schuf viele Bilder von Dresden und dessen Umfeld. Lebenslang blieb er seiner Heimat verbunden, von der eine Vielzahl von Bildern mit Motiven aus Döben und dem Muldental entstand.
Von 1974 bis 1986 war Decker Dozent an die Hochschule für Bildende Künste Dresden. Er unterrichtete in der Abteilung Restaurierung, vorwiegend in den Lehrgebieten Historische Maltechniken und Kopie, und erarbeitete auch ein Lehrbuch für Studenten („Historische Maltechniken und Kopie“), das in der DDR und im Ausland Beachtung fand. Von 1986 bis 2001 arbeitete er weiter mit einem Honorarvertrag.
Decker war mit der Textilgestalterin Susanne Decker (* 1931) verheiratet, mit er gemeinsam auch Entwürfe für ihre Wandteppiche schuf.

## Mitgliedschaften
- 1955–1990: Verband Bildender Künstler der DDR
- Ab 1990: Sächsischer Künstlerbund, ab 2001 Ehrenmitglied

## Werke (Auswahl)

### Tafelbilder
- Schinkelstraße in Halle (1958, Öl, 48 × 65 cm)

- Straßenbau im Dorf (vor 1958, Öl, 68 × 93 cm; auf der Vierten Deutschen Kunstausstellung)[3]
- In der Gemäldegalerie Dresden (1960/1962, Triptychon, Öl; auf der Fünften Deutschen Kunstausstellung)[4]
- Fischerdörfchen in Weißenfels (1965, Öl)[5]
- Blick aus dem Fenster auf den Freundschaftstempel (1971, Öl; auf der VII. Kunstausstellung der DDR)[6]
- Laubegaster Ufer (1984, Öl)[7]

### Zeichenkunst und Druckgrafik
- Häuser in Weißenfels (1968, Aquarell, 29,6 × 41,9 cm; Museum Weißenfels)[8]

- Dresden Altstadt. Brühlsche Terrasse und Semperoper (1978, Linolschnitt)[9]
- Am Elbufer in Dresden (1979, Linolschnitt)[10]
- Schloss Pillnitz mit Elbufer (1981, Linolschnitt in blau)[11]

## Ausstellungen (mutmaßlich unvollständig)

### Einzelausstellungen
Decker hatte fast 30 Einzelausstellungen, u. a.
- 1946: Grimma, Berufsschule („Kunstausstellung“; Veranstalter FDGB)
- 1960: Grimma, Kreismuseum
- 1968 und 1969: Görlitz, Städtische Kunstsammlung
- 1971: Potsdam, Kulturhaus „Hans Marchwitza“
- 1981: Dresden, Hochschule für Bildende Künste
- 1989: Dresden, Galerie Kunst der Zeit (mit Walter Teichert)
- postum 2011: Grimma, Rathausgalerie[12]

### Teilnahme an zentralen und wichtigen regionalen Ausstellungen in der DDR
- 1966: Dresden, Bezirkskunstausstellung
- 1958 bis 1978: Dresden, Vierte Deutsche Kunstausstellung bis VIII. Kunstausstellung der DDR
- 1961: Berlin, Akademie der Künste („Junge Künstler“)
- 1974 und 1979: Potsdam, Bezirkskunstausstellungen
- 1985: Dresden, Albertinum („Bekenntnis und Verpflichtung“)